# 李桂生
李桂生（1903年1月—？），江西南昌人，中国近代政治人物。

## 生平
父亲李泽民为清朝举人出身，辛亥革命后曾在北京候差，并结识了陈独秀、李烈钧等人。他思想开明，赞同独生女李桂生从小不缠足，不穿耳，进学校读书。1917年夏，李桂生毕业于江西女子师范学校，因成绩优秀，被保送北京女子师范学堂就读。在北京读书时，她受到鲁迅、李大钊、许寿裳等影响，并阅读《新青年》、《新潮》等进步刊物。她利用通信和寒暑假回家探亲的机会，向江西省女子师范学校的好友和同学传授情况和经验、寄送期刊。为《江西女子师范周刊》、《红灯》等刊物撰稿。之后毕业留校工作，并在此期间加入中国共产党。1926年春，李桂生回到江西南昌，立即同肖国华、贺服丹、淦克群、周治中等人从事江西妇女解放运动。同年9月，李桂生同肖国华、周治中等人在南昌组织妇女成立侦察队、宣传队、救护队、慰劳队，积极支援北伐军。同年底，她协助蔡畅成立南昌妇女解放协会，并担任协会主任。1927年5月，国民党江西省第三次代表大会召开，李桂生被选为执行委员和省妇女部长。同年6月，朱培德参与国共分裂，李桂生和肖国华等中共党员被礼送出境；之后参加南昌起义。抗日战争爆发后，李桂生曾回南昌从事抗日救亡活动。第二次国共内战结束前夕在北京任教，后回到南昌。1950年1月，任江西省妇联执行委员、生产福利部副部长。1952年，因病离开南昌到浙江杭州休养，后在杭州病逝。